# Thyenula sempiterna
Thyenula sempiterna är en spindelart som beskrevs av Wesolowska 1999 [2000. Thyenula sempiterna ingår i släktet Thyenula och familjen hoppspindlar. Inga underarter finns listade i Catalogue of Life.